# ISO 3166-2:TZ
کد ISO 3166-2:TZ بخشی از استاندارد ایزو ۳۱۶۶ برای کشور تانزانیا است که توسط سازمان بین‌المللی استانداردسازی ISO تنظیم شده‌است این سازمان، کدهای استاندارد را برای تقسیمات کشوری (ایالت‌ها یا استان‌های) کشورهای فهرست شده در استاندارد ایزو ۳۱۶۶-۱ تعریف می‌کند.
هر کد شامل دو بخش می‌گردد که توسط علامت - جدا می‌گردند.
- بخش نخست TZ که در ایزو ۳۱۶۶-۱ آلفا-۲ کد کشور تانزانیا است.
- بخش دوم شامل یک یا دو یا سه حرف است که بیان‌کننده استان یا ایالت کشور تانزانیا می‌باشد.

## کدها
| کدها  | استان                   |
| ----- | ----------------------- |
| TZ-01 | استان آروشا             |
| TZ-02 | استان دارالسلام         |
| TZ-03 | استان دودوما            |
| TZ-04 | استان ایرینگا           |
| TZ-05 | استان کاگرا             |
| TZ-06 | استان پمبای شمالی       |
| TZ-07 | استان زنگبار شمالی      |
| TZ-08 | استان کیگوما            |
| TZ-09 | استان کلیمانجارو        |
| TZ-10 | استان پمبای جنوبی       |
| TZ-11 | استان زنگبارمرکزی-جنوبی |
| TZ-12 | استان لیندی             |
| TZ-26 | استان مانیارا           |
| TZ-13 | استان مارا              |
| TZ-14 | استان امبیا             |
| TZ-15 | استان زنگبارشهری-غربی   |
| TZ-16 | استان موروگورو          |
| TZ-17 | استان امتوارا           |
| TZ-18 | استان موانزا            |
| TZ-19 | استان پوانی             |
| TZ-20 | استان روکاوا            |
| TZ-21 | استان روووما            |
| TZ-22 | استان شینیانگا          |
| TZ-23 | استان سینگیدا           |
| TZ-24 | استان تابورا            |
| TZ-25 | استان تانگا             |